# ムーンライティング〜ライヴ・アット・ザ・アッシュ・グローヴ
ムーンライティング〜ライヴ・アット・ザ・アッシュ・グローヴ(Moonlighting: Live at the Ash Grove)は、ヴァン・ダイク・パークスが1998年に発売したライブ・アルバムである。
ライブは少ない方のミュージシャンである、ヴァン・ダイク・パークスのライブ盤です。ノリの良い曲が選曲され、聴きやすいアルバムに仕上がっています。
オレンジ・クレイク・アートから３曲が選曲されています、こちらのアルバムではヴァン・ダイク・パークスのボーカルバージョンを聴くことが出来ます。

## 曲目
1. ジャンプ! - Jump! (Van Dyke Parks)
2. オレンジ・クレイト・アート - Orange Crate Art (Van Dyke Parks)
3. ウィングス・オブ・ア・ダヴ - Wings Of A Dove (Van Dyke Parks)
4. セイル・アウェイ - Sail Away (Van Dyke Parks)
5. ナイト・イン・ザ・トロピックス - Night In The Tropics (Louis Moreau Gottschalk/Van Dyke Parks)
6. トリニダッドのF.D.R. - FDR in Trinidad (Public Domain/arranged & adapted by Van Dyke Parks)
7. ダンザ - Danza (Louis Moreau Gottschalk/Van Dyke Parks)
8. カウボーイ - Cowboy (Van Dyke Parks)
9. デルタ・クィーン・ワルツ - Delta Queen Waltz (John Hartford)
10. チキン - C-H-I-C-K-E-N (Van Dyke Parks)
11. オール・ゴールデン - The All Golden (Van Dyke Parks)
12. ホミニー・グローヴ - Hominy Grove (Van Dyke Parks/Martin Fyodr Kibbee)
13. セイリン・シューズ - Sailin' Shoes (Lowell Thomas George)